# Långnäbbad skräddarfågel
Långnäbbad skräddarfågel (Artisornis moreaui) är en fågel i familjen cistikolor inom ordningen tättingar. Den förekommer mycket lokalt i bergstrakter i Tanzania och Moçambique. 

## Utseende och läte
Långnäbbad skräddarfågel är en liten (10 cm) och knubbig sångarliknande fågel med som namnet avslöjar påtagligt lång näbb. Huvudet är markant rundat, med filoplymer som sträcker sig över huvudets baksida. Den långa stjärten hålls ständigt rest när fågeln är agiterad. Fjäderdräkten är övervägande gråaktig, undertill något ljusare. Ofta syns varmbrun ton på ansikte och hjässa. Afrikansk skräddarfågel har mycket kortare näbb och mer utbrett rostrött på ansikte och bröst. Det upprepade lätet liknar det från fåglar av släktet Apalis, men mer metalliskt: "peedoo peedoo".

## Utbredning och systematik
Långnäbbad skräddarfågel delas in i två underarter med följande utbredning:
- Artisornis moreaui moreaui – förekommer i nordöstra Tanzania (Usambara Mountains)
- Artisornis moreaui sousae – förekommer i västra delen av centrala Moçambique (Njesi Plateau)

Artisornis sousae betraktas oftast som en underart till långnäbbad skräddarfågel (Artisornis moreaui) men urskiljs sedan 2016 som den egna arten "moçambiqueskräddarfågel" av naturvårdsunionen IUCN och Birdlife International samt av Handbook of Birds of the World.

### Familjetillhörighet
Cistikolorna behandlades tidigare som en del av den stora familjen sångare (Sylviidae). Genetiska studier har dock visat att sångarna inte är varandras närmaste släktingar. Istället är de en del av en klad som även omfattar timalior, lärkor, bulbyler, stjärtmesar och svalor. Idag delas därför Sylviidae upp i ett antal familjer, däribland Cisticolidae. 

## Status
IUCN hotkategoriserar moreaui och sousae var för sig, moreaui som akut hotad och sousae som starkt hotad.

## Namn
Fågelns vetenskapliga artnamn hedrar den brittiske ornitologen Reginald Ernest Moreau (1897-1970).